# (12218) Fleischer
(12218) Fleischer (1982 RK) – planetoida z pasa głównego asteroid okrążająca Słońce w ciągu 3,29 lat w średniej odległości 2,21 j.a. Odkryta 15 września 1982 roku.